# غبولاني
غبولاني (بالفارسية: گبولانی) هي قرية تقع في قسم باهوكلات الريفي (مقاطعة تشابهار) في إيران. يقدر عدد سكانها بـ 502 نسمة بحسب إحصاء 2016.